# Vějířek

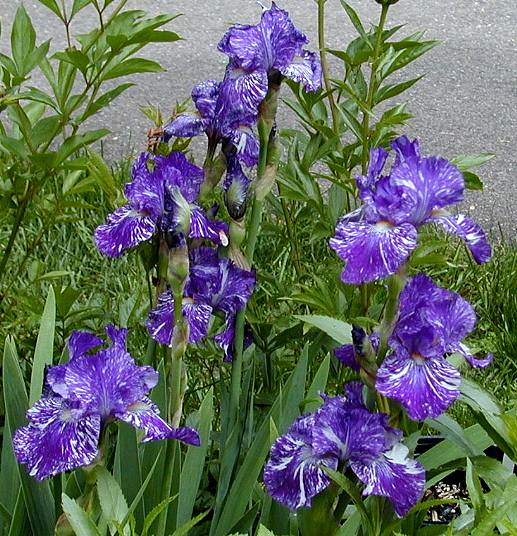
Vějířek (Kosatec sibiřský)

Vějířek (lat. rhipidium) je jednoduché květenství patřící do skupiny vrcholičnatých. Vrcholičnatá květenství se vyznačují tím, že vřeteno (pokračování stonku v květenství) vyrůstá tak zkráceno, že ho boční větve přerůstají.
Vějířek je druh jednoramenného vrcholíku, u kterého vyrůstají postranní větve v jedné rovině s vřetenem a květní stopky se zakládají za listeny střídavě nalevo i napravo.